# エレン・プリース
エレン・プリース（Ellen Juliette Collin Price de Plane、Ellen Priceとしてよく知られる。1878年6月21日 - 1968年3月4日）は、デンマークのバレエダンサー・女優。人魚姫の像のモデルでもある。

## 経歴
父Andreas Nicolai Carl Price (1839–1909) および母Helga Collin (1841–1918)は王立劇場のバレエダンサーである。父の従姉妹Juliette Price(1831–1906)はプリマ・バレリーナである。その他、一族には多数の俳優やミュージシャンがいる。
1878年6月21日、デンマーク首都地域ヘルシンゲル・コムーネヘルシンゲル郊外のSnekkerstenに生まれる。
1889 - 1895年、王立コペンハーゲンバレエ団の学生（Elevin）となり、訓練を受ける。
1895年5月28日、王立コペンハーゲンバレエ団の舞台でデビュー（Windowにてパ・ド・トロワ。作曲：ハンス・クリスチャン・ロンビ。振付：オーギュスト・ブルノンヴィル）。
1903年、王立コペンハーゲンバレエ団のプリマ・バレリーナになる。ラ・シルフィード、シンデレラ、人魚姫などを演じる。
人魚姫を演じたことで彼女は予想外の栄誉を手にする。ハンス・クリスチャン・アンデルセン原作のThe Little Mermaid（音楽：Fini Henriques、振付：Hans Beck (1861–1952)）が1909年に上演されると、観客の一人カール・ヤコブセンは強く感銘を受けた。彼は醸造家で美術品愛好家なのだが、彫刻家のエドヴァルド・エリクセンに人魚姫の像の制作を依頼する。エレンは一旦は人魚姫のモデルになることを引き受けたが、ヌードでポーズを取ることは断った（後に、「王立劇場のプリマは美術品のモデルではない」と発言している）。人魚姫の胴体は彫刻家の妻エリーネ・エリクセンがモデルとなっている。1913年8月23日、人魚姫の像は公開され、醸造家からコペンハーゲン市に寄贈された。
1913年まで王立コペンハーゲンバレエ団に所属したのち、エレンは女優のキャリアを追求する。中央ユラン地域オーフス・コムーネオーフスの劇場に出演する（1915年まで）ほか、短編ドキュメント映画に出演。
1968年3月4日、デンマーク首都地域ブランビュー・コムーネにて死去。デンマーク首都地域ボーンホルム・コムーネGudhjemに埋葬される。

### フィルモグラフィ
- Sylfiden - Herself(1903)
- Solo af troubaduren og Solo af Sylfiden - Herself(1906)
- Orfeus og Eurydike - Herself(1906)
- Livjægerne paa Amager - Herself(1906)[1]

## 私生活
1902年6月3日、ジャーナリストのJean Louis Eugène Etienne Xavier de Planeと結婚。一人の子を儲ける。1911年、離婚。
1919年8月5日、俳優のAage Coldingと結婚。1921年9月27日、コルディング死去。
1932年2月11日、最初の夫と再婚。3回目にして最後の結婚は1945年8月25日、夫の死去により終わる。